# Brandenburg an der Havel
Brandenburg an der Havel er en by i Tyskland som ligger i delstaten Brandenburg med omkring 73.000 indbyggere. Byen ligger ved bredden af floden Havel.
Selv om byen Brandenburg er mindre kendt end delstaten har den givet navn til bispedømmet Brandenburg, markgrevskabet Brandenburg og den nuværende delstat. I dag er den en by i nærheden af Berlin, men en gang var byen ophav til riget Brandenburg og Preussen.

## Historie
Slottet i Brandenburg, som blev kaldt Brenna, havde været en fæstning for den slaviske stamme Stodoranie, men blev erobret i 929 af Kong Henrik 1. af Sachsen. Byen var kun tysk til 983, da slaverne tog den tilbage. De næste 170 år styrede de slaviske prinser af Hevellesstammen området. Den sidste af dem, Pribislav, døde i 1150. Efter dette slog Albert 1. sig ned her og var den første markgreve af Brandenburg. Byen holdt sig på den vestlige bred af Havel frem til 1196, da den begyndte at udvide sig over på østsiden. De to bydele blev regnet som to forskellige byer i flere hundrede år (Gamle og Nye Brandenburg).
I 1314 blev de to byer medlem af Hanseforbundet. Trediveårskrigen gik hårdt ud over byen med plyndring og ødelæggelse og den mistet meget magt. Potsdam blev den nye hovedstad og hoffet rejste fra byen Brandenburg. I 1715 blev de to halvdele af byen slået sammen til én by.
Koncentrationslejren Zuchthaus Brandenburg lå i Görden, der er en forstad til Brandenburg i de år Nazi-Tyskland regerede.
Efter Berlinmurens fald faldt folketallet fra over 100.000 i 1989 til omkring 75.000 i 2005 på grund af fraflytning, en udvikling der ser ud til at fortsætte. Det er stort set unge mennesker som flytter fra byen, så byens fremtid er usikker.

## Infrastruktur
Den offentligt trafik i byen er reguleret af Verkehrsbetriebe Brandenburg an der Havel.